# Anoplogaster cornuta
Anoplogaster cornuta – gatunek ryby z rodziny Anoplogastridae, żyjącej od 600 do 5 000 m poniżej poziomu morza. Ryba ta osiąga 15 centymetrów długości. Anoplogaster cornuta występuje w Oceanie Atlantyckim i Spokojnym. Gatunek ten odkryto w 1833 roku.